# Мадс Андерсен
Мадс Андерсен  (дан. Mads Andersen; 25 березня 1978) — данський веслувальник, олімпійський чемпіон.

## Виступи на Олімпіадах
| Олімпіада  | Дисципліна                              | Місце |
| ---------- | --------------------------------------- | ----- |
| Пекін 2008 | легка четвірка розстібна без стернового | 1     |